# Phanotea xhosa
Phanotea xhosa är en spindelart som beskrevs av Griswold 1994. Phanotea xhosa ingår i släktet Phanotea och familjen Zoropsidae. Inga underarter finns listade i Catalogue of Life.